# Кримська медаль (Османська імперія)
Кримська медаль (тур. Kırım Harbi Madalyası) — військова нагорода Османської імперії, започаткована в 1856 році для нагородження військовослужбовців союзницьких до Османської імперії держав (Сполучене Королівство Великої Британії та Ірландії, Французька імперія та Сардинське королівство), які брали участь в Кримській війні 1854–1856 років.

## Опис медалі
Медаль складається з срібного диску діаметром 36.5 мм, та стрічки (колодки) завдяки якої медаль кріпилася на одязі. Стрічка медалі бордового кольору з зеленими краями. Ширина стрічки спочатку була 12.7 мм (50"), але така стрічка часто замінювалася на більш широку 31,8 мм (1.25") стрічку. З'єднання диску та колодки виконано за допомоги двох кілець.
На аверсі медалі було зображено тугру султана Абдул-Меджида І (1839–1861), та позначено 1271 рік (1855/1856 рік згідно з прийнятим в Османській імперії мусульманським датуванням). Вся ця композиція знаходилася в розімкнутому зверху лавровому вінку.
На реверсі медалі було зображено композицію з різноманітних військових елементів: гармата спрямована на Захід, мортира спрямована на Схід, притулений до лафету гармати якір. Зверху на гарматі лежить мапа Криму. Вся ця композиція стоїть на кинутому на землю штандарті Росії (з імперськім орлом). Ззаду композиції були чотири прапора (перші два перехрещені, інші два позаду перших) які розвивались на вітрі. Це символізувало чотири країни союзниці. Розташування прапорів залежало від країни, для якої була зроблена медаль (детальніше в таблиці). Всього було три типи нагород: сардинський, британський та французький, відповідно з країнами союзниками які воювали з Російською імперією в Кримській війні. Не зважаючи на тип нагороди, прапор Османської імперії завжди був в першому ряду над мапою Криму. В нижній частині медалі напис «Крим 1855». Мова напису була різною, в залежності від того з якої країни був отримувач нагороди.
| Тип медалі  | Країна                                             | Розташування прапорів                                                 | Напис          |
| ----------- | -------------------------------------------------- | --------------------------------------------------------------------- | -------------- |
| Сардинський | Сардинське королівство                             | Прапор Сардинського королівства над якорем. За ним британський прапор | La Crimea 1855 |
| Британський | Сполучене Королівство Великої Британії та Ірландії | Британський прапор над якорем. За ним прапор Сардинського королівства | Crimea 1855    |
| Французький | Французька імперія                                 | Французький прапор над якорем                                         | La Crimee 1855 |

В зв'язку з тим, що партія нагород для британців затонула з кораблем, що її перевозив, багацько військовослужбовців Великої Британії отримали нагороди «сардинського» зразка.

## Пов'язані з Кримською медаллю нагороди

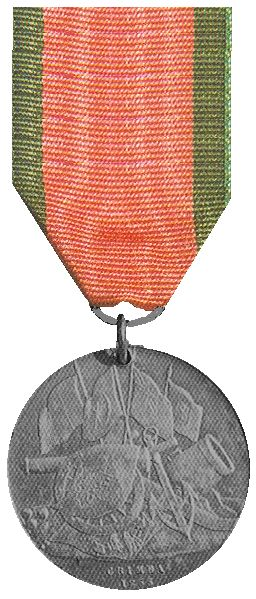
Британський тип Кримської медалі

За часів Кримської війни, серед країн союзниць, також Велика Британія заснувала Кримську медаль (1854). Її отримували британські військові, які брали участь в бойових діях в Криму. Також цю нагороду отримали французькі військові, які воювали разом з британцями. Для британських військових які брали участь в Балтійській кампанії, затвердили Балтійську медаль.